# Leucula distans
Leucula distans là một loài bướm đêm trong họ Geometridae.